# Afrolimnophila ghesquierei
Afrolimnophila ghesquierei är en tvåvingeart som först beskrevs av Alexander 1970.  Afrolimnophila ghesquierei ingår i släktet Afrolimnophila och familjen småharkrankar. Inga underarter finns listade i Catalogue of Life.